# San Salvatore (Montecarlo)
San Salvatore è una frazione del comune di Montecarlo in provincia di Lucca.

## Storia
Il paese si è sviluppato attorno ad una piccola chiesa, restaurata nel 2009, menzionata per la prima volta in una bolla papale del 1105. Il paese ha subito un'intensa urbanizzazione dal secondo dopoguerra fino a circa la metà degli anni settanta.
Oggi il paese è diviso in due parti dalla ferrovia Maria Antonia, costruita alla metà dell'Ottocento dai governanti lorenesi. La parrocchia, istituita nel 1956, fa parte della diocesi di Pescia. L'attuale chiesa parrocchiale venne costruita per volontà della popolazione locale nei primi anni del Novecento.

## Popolazione
La popolazione si attesta sui 1 100 abitanti circa, perlopiù di origine locale.
Non manca tuttavia uno piccolo gruppo di immigrati, prevalentemente provenienti da paesi balcanici.

## Festa patronale
La festa patronale viene festeggiata il 6 di Agosto e vuole commemorare la trasfigurazione di Gesù sul monte Tabor.